# Smørstabbrean
Smørstabbrean est un glacier situé dans la montagne de Smørstabbtindan, dans le massif de Jotunheimen (Alpes scandinaves), dans le sud de la Norvège. C'est le plus vaste glacier du Jotunheimen avec 15,8 km2. C'est un glacier complexe, constitué de deux langues principales (Smørstabbrean-Bøverbrean et Leirbrean) formant la rivière Bøvra et son affluent la Leira, mais étant aussi connecté au glacier Sandelvbrean, de l'autre côté du massif (et de la ligne de partage des eaux), formant la rivière Sandelvi, affluent de l'Utla.